# Josep Gausachs i Armengol
Josep Gausachs i Armengol (Sarrià, 1 de maig de 1889 - Santo Domingo, República Dominicana, 26 de juliol de 1959) fou un pintor, deixeble de grans mestres com Isidre Nonell i Feliu Mestres i Borrell. Company a París de Modigliani, Georges Braque i Picasso. Estimat pels intel·lectuals de la seva època com Tristan Tzara qui li va brindar gran suport durant l'exili, elogiat per escriptors com Ernest Hemingway que fins i tot va adquirir una de les seves obres i poetes com Carles Riba, qui li va dedicar un poema.
Va ser director de l'Escola Nacional de Belles arts.

## Biografia
Va néixer a Barcelona el 1889 i va morir a Santo Domingo el 1959.
Va estudiar a l'Escola de Baixas i a l'Escola de Llotja de Catalunya. Acabat els seus estudis Gausachs va marxar a París. A Montparnasse, on bullia la revolució dels "ismes", s'instal·là en estreta convivència amb els més coneguts artistes de llavors: Modigliani, Gargallo, Utrillo, Juan Gris, de Chirico, Foujita, Picasso, Marquet, Braque, Marc Chagall. En aquest ambient vivificant i estimulant, Gausachs es nodreix de la saba renovadora latent i un esperit inquiet i curiós. Participa en tots els moviments artístics que es produeixen. Així de l'impressionisme passa al cubisme, al dadaisme, al surrealisme, a l'expressionisme, al neo-expressionisme.
Quan el general Franco va guanyar la guerra, Gausachs va decidir novament abandonar Espanya, arribant a la República Dominicana el 1940 després d'haver passat per l'experiència d'estar presoner al costat dels seus fills en un camp de concentració a França.
Va ser nomenat professor de l'Escola Nacional de Belles arts des de la seva fundació, i el 1946 va ser designat Sots-Director de l'Acadèmia Estatal Dominicana.
Segons expressa Jeannette Miller en el seu llibre "Art Dominicà, Artistes Espanyols i Modernitat: "Gausachs va ser, entre tots els artistes espanyols exiliats, la figura més important per a la plàstica dominicana. La seva integració al país va ser total i el seu ensenyament, determinant en les generacions artístiques que ho van seguir". "Al llarg dels gairebé 20 anys que va viure a Santo Domingo, José Gausachs es converteix en el gran mestre de l'art dominicà. La seva integració es va dur a terme a través de l'absorció dels elements ètnics, geogràfics i culturals que defineixen el país. La negritud, com a factor de l'art modern de principis de segle, va ser una condició que Gausachs va treballar en les seves pintures i dibuixos; igualment la llum tropical que excedia la mera captació de la realitat i es convertia en símbol, il·luminant els seus paisatges on la naturalesa gairebé selvàtica i el mar omnipresent tenen un paper determinant".